# Ардіс II
Ардіс II (*д/н — 629 до н. е.) — 2-й цар Лідії з династії Мермнадів у 652—625 роках до н. е.

## Життєпис
Походив з династії Мермнадів. Син Гігеса, царя Лідії. Про молоді роки Ардіса мало відомостей. У 652 році до н. е. його батько загинув у боротьбі з кімерійцями. Сам Ардіс врятувався у акрополі Сард, який ворог не зміг узяти.
У 650 році до н. е. кімерійці на чолі із Дугдамме ще раз завдали поразки лідійцями та їх союзнику Ефесу. Після цього Ардіс II визнав себе васалом Ашшурбаніпала, царя Ассирії, щоб завдати поразки кімерійцям. З цього моменту зусилля царя були спрямовані на відновлення держави.
У 641 році до н. е. почався наступ скіфів, союзників Ассирії, проти кімерійців. У 640 році до н. е. передньоазійські скіфи завдали нищівної поразки кімерійцям. Втім місце кімерійців зайняли скіфи. З ними лідійські цар намагався підтримувати дружні стосунки, залишаючись залежним від Ассирії. При цьому небезпека від кімерійців залишалася — вона розташували свої загони в Каппадокії. Але вже у 632 році до н. е. Ардіс II остаточно позбавився цієї загрози.
Водночас Ардіс II розпочав війну з грецькими містами Прієною та Мілетом за вихід до Егейського моря. Спочатку зумів підкорити Прієну, проте Мілет дав відсіч. В результаті Ардіс уклав з мілетянами мирну угоду, за якою дозволив Мілету засновувати нові колонії на південному узбережжі Чорного моря та в Дарданеллах, проте ці колонії були змушені визнати владу Ардіса II.
Незважаючи на протистояння з іонічними містами цар Лідії продовжив політику батька щодо налагодження стосунків з грецьким світом. Так, він продовжив практику спрямування дарунків Дельфійському оракулу. За деякими відомостями за часи правління цього царя Лідія почала карбувати монети.

## Родина
- Садіатт, цар у 625—610 роках до н. е.
- Ліда